# Gastronomia da Roma Antiga

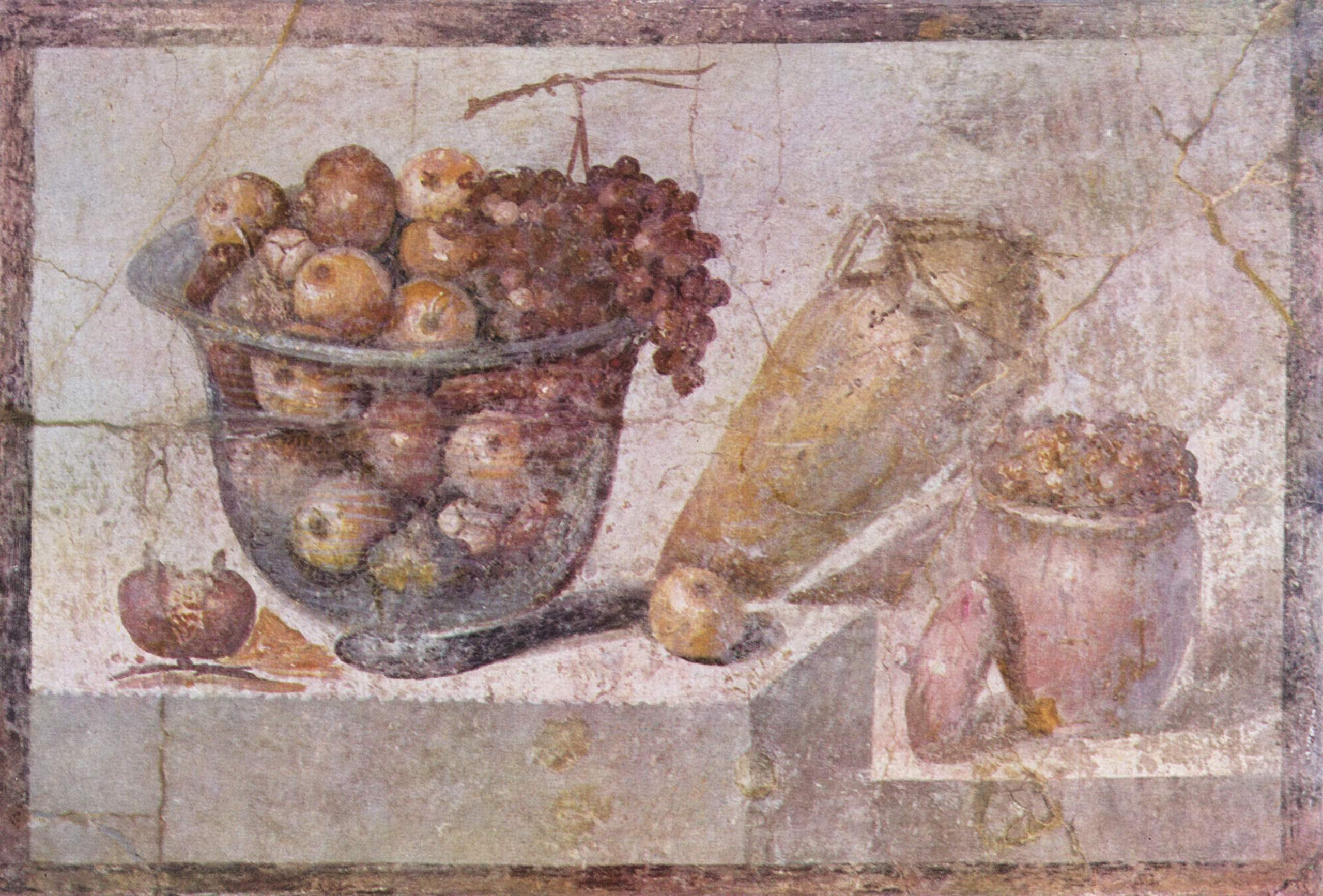
Natureza morta. Fresco de Pompeia

Na Roma Antiga, a gastronomia consistia somente em vegetais e frutas. Os romanos gostavam de alho, cebola, nabo, figo, romãs, laranjas, peras, maçãs e uvas. O prato típico era mingau de água com cevada. Uma versão mais sofisticada levava vinho e miolos de animais. Somente ricos comiam carne, geralmente de carneiro, burro, porco, ganso, pato ou pombo. Alimentavam os porcos com figos para que sua carne ficasse perfumada e criavam os gansos de maneira especial para com eles preparar patês. Faziam o mesmo com os frangos, alimentando-os com anis e outras especiarias. A maior parte da alimentação era produzida localmente com exceção do cereais provenientes do Egito, da pimenta da Índia e de tâmaras do Norte da África. 

## Refeições

### Jentaculum
Os Romanos realizavam a primeira refeição do dia - o jentaculum - pouco tempo depois de se levantarem. Esta refeição era composta por pão, queijo, ovos e leite. O pão poderia ser embebido em vinho aquecido ou então regado com azeite e esfregado em alho. Quanto ao leite, o mais consumido era o de cabra ou de ovelha. 
Durante a era do Império e por influência de alguns médicos, propagou-se o hábito de apenas tomar água de manhã.

### Prandium
Por volta do meio-dia tomava-se, geralmente em pé (sine mensa), o prandium. Poderia incluir restos da comida do dia anterior, carnes frias, frutas e queijo. 
Não se tomava vinho durante essa refeição, pois ela era consumida no período em que eles estavam no trabalho.

### Cena
A cena era a principal refeição do dia e iniciava-se à décima hora, o que corresponde às quatro horas da tarde (os Romanos contavam as horas a partir do nascimento do sol),  prolongando-se até de noite. 
A cena dividia-se em três partes: gustatio (ou gustus ou promulsio), prima mensa e secunda mensa. O gustatio era composto por uma série de aperitivos: comiam-se cogumelos, saladas, rábanos, couve, ovos (sendo inclusive aproveitado a sua casca e tendo como proveniência principal o ganso) e ostras. Para beber, tomava-se o mulsum (daí esta parte da cena ser também chamada promulsio), que servia para abrir o apetite e ao qual se atribuía a capacidade de prolongar a vida.
A prima mensa era composta por vegetais e carnes, e a secunda mensa consistia na sobremesa, na qual se serviam frutas ou bolos.

## Alimentos
Com excepção dos alimentos do continente americano (tomate, milho, batata, chocolate...) e de outros como o feijão, a massa, a carne de vaca (animal que era utilizado em trabalhos agrícolas e sacrifícios) os Romanos empregavam na sua alimentação alguns dos mesmos alimentos que se usam hoje em dia.

### Puls
A puls, uma papa de cereais, era o alimento base dos antigos Romanos. Os cereais utilizados para elaborar a puls eram o trigo ou a espelta, que era torrados, moídos e cozidos, primeiro em água e depois em leite. Existiam algumas variantes da puls: a puls fabata (feita como favas) e a puls punica (que continha queijo, mel e uma gema de ovo).

### Pão
Na Roma Antiga produzia-se uma extensa variedade de pães. Fabricar o pão era de início uma tarefa feminina, até que a partir do século III a.C. surgem os padeiros (pistores) que vendem o pão nas padarias (pistrinae). 
Existiam basicamente três qualidades de pão, o panis mundus, o panis secundarius e o panis sordidus. O panis mundus era o pão de primeira qualidade, enquanto que o panis secundarius era um pão feito com farinha de segunda, possuindo mais farelo; este último tipo de pão teria sido o favorito do imperador Augusto. Quanto ao panis sordidus era o pão de mais baixa qualidade, consumido pelos pobres. 
Com o propósito de melhorarem o sabor do pão já cozido, os Romanos cobriam a côdea com ovo e salpicavam-no com sementes de plantas aromáticas (funcho, anis, dormideira). O pão era acompanhado por figos (frescos ou secos), que não se comiam separados.

### Carne e peixe
Consumia-se praticamente todos os tipos de carne animal: porco, javali (aper), lebre (lepus), coelho (cuniculus), galinha e borrego. Um petisco particularmente apreciado eram as línguas de rouxinol e flamingo. 
A carne bovina era pouco consumida por diversos motivos, entre os quais os religiosos: aquele que matasse um bovino sujeitava-se a ser castigado com a morte ou o exílio. Para além disso, os bovinos eram vistos mais como animais de tracção do que de consumo.
No que diz respeito ao peixe, conheciam-se aproximadamente 150 espécies comestíveis. Também se consumiam moluscos e mariscos. 

### Garo
O garo era uma espécie de molho obtido a partir da maceração (durante cerca de dois meses) do intestino de peixes, de preferência atum e cavala. Era usado em praticamente todos os pratos, inclusive nos doces.
O garo mais famoso era o fabricado em Cádis, localidade hoje situada no sul de Espanha. O maior centro produtor de garo de todo o Império Romano localizava-se no actual território de Portugal, em Troia, no Sado. Também havia importantes núcleos industriais de preparados piscícolas no Algarve e no vale do Tejo, nomeadamente na Crimeia. 
O garo encontra-se amplamente referido nas fontes literárias, segundo as quais teria um cheiro desagradável. Considerava-se que o melhor tinha uma cor semelhante à do vinho de Falerno. 
Este produto não possui qualquer equivalente na moderna cozinha europeia. Julga-se que os molhos de peixe da culinária do Vietname e do sudeste asiático possam ser aquilo que mais se assemelha ao antigo garo.

### Condimentos
A culinária da Roma Antiga fazia um uso generoso dos condimentos. Os principais condimentos utilizados na preparação das refeições eram a pimenta, os cominhos, orégão, salsa e até mesmo o mel.

### Vinhos e outras bebidas
O vinho (uinum) acompanhava os pratos e era bebido diluído com água do mar ou água morna. Para que os vinhos se conservassem era necessário que fossem misturados com resina, pelo que depois tinham que ser filtrados no sacculus linteus (um tecido de linho) ou no colum uinarum (um utensílio de metal perfurado com pequenos orifícios). Em ambos os casos colocava-se gelo ou neve no fundo, que tinha como função purificar e refrescar o vinho.
Para além dos vinhos gregos, apreciavam-se os vinhos produzidos na península Itálica, como o vinho de Falernum (da Campânia) e o Caecubum (do Lácio).
Outras bebidas consumidas pelos Romanos eram a posca (feita com água e vinagre, sendo muito consumida pelos pobres e pelos soldados), zythum (uma cerveja de cevada ou trigo), o hydromel, camum (bebida fermentada de cevada) e cydoneum (bebida feita com marmelo).